# James Wilson (Komponist)
James Wilson (* 27. September 1922 in London; † 6. August 2005 in Dublin) war ein britisch-irischer Komponist.

## Leben
Wilson lernte ab 1931 Klavier. Er diente während des Zweiten Weltkrieges in der Royal Navy. Danach studierte er Komposition am Trinity College of Music in London. 1948 zog er nach Irland. Später wurde er Professor für Komposition an der Royal Irish Academy of Music in Dublin und leitete die Irish Composition Summer School. Er war Mitglied von Aosdána, einer Vereinigung irischer Künstler. Er komponierte sieben Opern, drei Sinfonien, zwölf Konzerte, mehrere Ballette, zweihundert Lieder sowie Chor- und Instrumentalmusik.